# Sacrifice (banda)
Sacrifice é uma banda de thrash metal do Canadá. Foi fundada no ano de 1983, tendo seus dois primeiros álbuns lançados pela Metal Blade. A formação inicial da banda foi: Rob Urbinati (guitarra/vocal), Joe Rico (guitarra), Scott Watts (baixo) e Gus Pynn (bateria), sendo Scott Watts e Gus Pynn substituídos por Kevin Wimberley e Michael Rosenthal, respectivamente. 
A banda lançou seu terceiro álbum, Soldiers of Misfortune, pelo selo Diabolic Force, porém, seu quarto e último álbum (Apocalypse Inside) voltou a ser lançado pela Metal Blade. Um ano depois do lançamento do Apocalypse Inside, a banda acabou, tendo o guitarrista/vocalista Rob Urbinati e Kevin Wimberley dando mais atenção a um novo projeto que passaram a ter, o Interzone.

## Membros
- Rob Urbinati − vocal, guitarra
- Joe Rico − guitarra
- Scott Watts − baixo
- Gus Pynn − bateria

## Discografia
- Torment in Fire (1986)
- Forward to Termination (1987)
- Soldiers of Misfortune (1989)
- Apocalypse Inside (1993)